# AJ Mitchell
Aaron Fredrick "AJ" Mitchell Jr. (Belleville, Illinois; 17 de mayo de 2001) es un cantante, compositor y músico estadounidense. Obtuvo seguidores en 2017 después de publicar vídeos de sí mismo cantando e interpretando covers en YouTube e Instagram. Su primer sencillo independiente, «Used To Be», fue escrito por él mismo a los 13 años y tiene más de 100 millones de transmisiones.
Mitchell tiene tres canciones que alcanzaron el top 40 en las listas de radio de Estados Unidos: «Girls» (2018), que alcanzó el número 39, «All My Friends» (2019), que alcanzó el número 24, y «Slow Dance» (con Ava Max), que entró en las listas de Top 40 en octubre de 2019.

## Primeros años
AJ Mitchell nació en Belleville, Illinois, el 17 de mayo de 2001. Su madre, Allison Mitchell, es propietaria de un pequeño negocio y su padre, Aaron Fredrick Mitchell Sr, es un enfermero ambulante. AJ es el único hijo y el hijo menor de la pareja, después de sus hijas Andrea y Addison (Addy).
Mitchell empezó con clases de piano a los 4 años, inspirado por su padre, que también estaba aprendiendo a tocar el piano y escribir canciones. Mitchell asistió a la Belleville West High School, donde jugó en el equipo de fútbol y cantó en el coro de la escuela.

## Carrera

### Comienzos musicales (2015–2016)
A los 13 años, Mitchell comenzó a actuar en noches de micrófono abierto locales en su ciudad natal y a publicar covers en YouTube e Instagram, lo que lo ayudó a obtener seguidores. La base de fanáticos de Mitchell lo ayudó a captar la atención del gerente de artistas con el que Mitchell ha trabajado desde 2015.
Los vídeos de Mitchell en las redes sociales le dieron la oportunidad de trasladarse a Los Ángeles en 2015 para colaborar con la agencia de marketing en internet Team 10. Después de un breve período juntos, Mitchell dejó el grupo para enfocar su energía completamente en la música.

### Hopeful(2017–2018)
En 2017, Mitchell lanzó su primer sencillo independiente «Used to Be», una canción que escribió a los 13 años. La canción fue producida por el productor de hip-hop Mike Dean. «Used to Be» ahora ha obtenido más de 60 millones de transmisiones.
Después de abandonar el grupo de redes sociales, Mitchell recibió el interés de muchos sellos discográficos diferentes, pero finalmente decidió firmar con Epic Records. Firmó su primer acuerdo importante con la etiqueta en febrero de 2018.
El primer EP de estudio de Mitchell con Epic, Hopeful, fue lanzado en julio de 2018. Su sencillo principal «Girls», coescrito por Mitchell y Romans, alcanzó el número 39 en la lista de radio pop de Mediabase de los Estados Unidos. En noviembre de 2018, Billboard y Vevo nombraron a AJ uno de los top 19 artistas para ver en 2019. AJ encabezó su primera gira por Estados Unidos en la primavera de 2019.
En 2018, Mitchell colaboró con la cantante y compositor de R&B de Bay Area Marteen para la canción «No Plans». Más tarde, Marteen se unió a Mitchell en un puesto de soporte en el Hopeful Tour del año siguiente.

### Slow DanceySkyview(2019–presente)
En mayo de 2019, Mitchell colaboró con el dúo de compositores Teamwork y la cantante y compositora escocesa Nina Nesbitt en la canción «After Hours».
Más tarde ese mes, en una entrevista con Billboard, Mitchell anunció que su próximo álbum debut con Epic Records estaba casi terminado y se lanzaría "muy, muy pronto". El sencillo «All My Friends», que debutó en las listas de radio en abril de 2019, fue confirmado como el primer sencillo del álbum, titulado Skyview.
El 23 de agosto de 2019, Mitchell lanzó su segundo EP llamado Slow Dance, que incluye sus sencillos «Talk So Much», «Move On» y la canción homónica con la cantante estadounidense Ava Max.

## Discografía

### Álbumes de estudio
| Título                    | Detalles                                                                                                   | Lista de canciones |
| ------------------------- | --- | --- |
| Skyview                   | - Lanzamiento: 8 de octubre de 2021 - Sello: Epic - Formatos: descarga digital, streaming                  | 1.Cameras On 2. 'Stop 3. Hi-Lo 4. Maybe 5. Heaven's Gate 6. I Choose You 7. Cheap Red Wine 8. Lovers On The Moon 9. Miss You 10. Slow Dance (ft. Ava Max) 11. Not About Love 12. Used To Be |
| As Far As The Eye Can See | - Lanzamiento: 24 de enero de 2025 - Sello: Epic - Formatos: Physical (álbum), descarga digital, streaming | 1.One On One 2. 'Passionate 3. Foolish 4. Me 5. Saving Face 6. Carry On 7. Flowers On The Moon 8. Everlasting 9. Won't Be Long 10. Cut Me So Deep 11. Hypnotizing Wonder 12. AFATECS.       |

### Extended plays
| Title      | Details                                                                                          |
| ---------- | ------------------------------------------------------------------------------------------------ |
| Hopeful    | - Lanzamiento: 20 de julio de 2018 - Discográfica: Epic - Formatos: Descarga digital, streaming  |
| Slow Dance | - Lanzamiento: 23 de agosto de 2019 - Discográfica: Epic - Formatos: Descarga digital, streaming |

### Sencillos (como artista principal)
| Title                                                           | Year | Peak chart positions | Certifications | Album                     |
| Title                                                           | Year | US Pop               | Certifications | Album                     |
| --------------------------------------------------------------- | ---- | -------------------- | -------------- | ------------------------- |
| "Somebody"                                                      | 2018 | —                    |                | Sin álbum                 |
| "Used to Be"                                                    | 2018 | —                    |                | Skyview                   |
| "Mind"                                                          | 2018 | —                    |                | Sin álbum                 |
| "Girls"                                                         | 2018 | —                    |                | Hopeful                   |
| "No Plans" (con Marteen)                                        | 2018 | —                    |                | Sin álbum                 |
| "All My Friends"                                                | 2019 | 24                   |                | Sin álbum                 |
| "Talk So Much"                                                  | 2019 | —                    |                | Slow Dance                |
| "Afterhours" (con Teamwork & Nina Nesbitt)                      | 2019 | —                    |                | Sin álbum                 |
| "Without You Now" (con Digital Farm Animals)                    | 2019 | —                    |                | Sin álbum                 |
| "Move On"                                                       | 2019 | —                    |                | Slow Dance                |
| "Slow Dance" (con Ava Max)                                      | 2019 | 28                   | - RIAA: Oro    | Skyview                   |
| "Down in Flames"                                                | 2019 | —                    |                | Sin álbum                 |
| "Like Strangers Do"                                             | 2019 | —                    |                | Sin álbum                 |
| "Say It Again"                                                  | 2019 | —                    |                | Sin álbum                 |
| "Unstoppable"                                                   | 2019 | —                    |                | Sin álbum                 |
| "Spring Break" (con Rich the Kid)                               | 2020 | —                    |                | Sin álbum                 |
| "Burn"                                                          | 2020 | —                    |                | Sin álbum                 |
| "Blame It on the Mistletoe" (con Ella Henderson)                | 2020 | —                    |                | Sin álbum                 |
| "Cameras On"                                                    | 2021 | —                    |                | Skyview                   |
| "Stop"                                                          | 2021 | 33                   |                | Skyview                   |
| "Growing Pains"                                                 | 2021 | —                    |                | Sin álbum                 |
| "One More Fight"                                                | 2021 | —                    |                | Sin álbum                 |
| "Passionate"                                                    | 2023 | —                    |                | As Far As The Eye Can See |
| "Foolish"                                                       | 2024 | —                    |                | As Far As The Eye Can See |
| "Flowers On The Moon"                                           | 2024 | —                    |                | As Far As The Eye Can See |
| "—" denotes a recording that did not chart or was not released. |      |                      |                |                           |

#### Como artista invitado
| Título                                                          | Año  | Posición en listas | Álbum              |
| Título                                                          | Año  | US Dance           | Álbum              |
| --------------------------------------------------------------- | ---- | ------------------ | ------------------ |
| "Imagine" (Steve Aoki & Frank Walker con AJ Mitchell)           | 2020 | 42                 | Sin álbum          |
| "Stuck in My Head" (Captain Cuts con AJ Mitchell)               | 2020 | —                  | Sin álbum          |
| "Hate You + Love You" (Cheat Codes con AJ Mitchell)             | 2021 | 11                 | Hellraisers, Pt. 1 |
| "Hate You + Love You" (Cheat Codes con AJ Mitchell)             | 2021 | 11                 | Hellraisers, Pt. 1 |
| "—" denotes a recording that did not chart or was not released. |      |                    |                    |

### Otras apariciones
- After You (Meghan Trainor) ft. AJ Mitchell) (2020)